# NGC 7509
NGC 7509 је галаксија у сазвежђу Пегаз која се налази на NGC листи објеката дубоког неба.
Деклинација објекта је + 14° 36' 35" а ректасцензија 23h 12m 21,3s. Привидна величина (магнитуда) објекта NGC 7509 износи 13,8 а фотографска магнитуда 14,8. NGC 7509 је још познат и под ознакама MCG 2-59-6, CGCG 431-13, NPM1G +14.0571, PGC 70679.